# Ihor Płastun
Ihor Wołodymyrowycz Płastun, ukr. Ігор Володимирович Пластун (ur. 20 sierpnia 1990 w Kijowie) – ukraiński piłkarz, grający na pozycji obrońcy, a wcześniej pomocnika.

## Kariera piłkarska

### Kariera klubowa
Wychowanek Obołoni Kijów, barwy którego bronił w juniorskich mistrzostwach Ukrainy (DJuFL). W lipcu 2007 roku rozpoczął karierę piłkarską w drugiej drużynie Obołoni Kijów. 2 października 2007 roku debiutował w podstawowej jedenastce. Latem 2009 awansował z klubem do Premier-lihi, w której debiutował 17 października 2009 roku. 12 lipca 2012 przeszedł do Karpat Lwów. Na początku czerwca 2016 podpisał kontrakt z bułgarskim Łudogorcem Razgrad. 8 czerwca 2018 przeniósł się do KAA Gent.

### Kariera reprezentacyjna
Od 2010 występuje w młodzieżowej reprezentacji Ukrainy. 16 listopada 2018 zadebiutował w dorosłej reprezentacji Ukrainy w przegranym 1:4 meczu ze Słowacją.

## Sukcesy i odznaczenia

### Sukcesy klubowe
Obołoń Kijów
- wicemistrz Ukraińskiej Pierwszej Lihi: 2009
- brązowy medalista Ukraińskiej Pierwszej Lihi: 2008

Łudogorec Razgrad
- mistrz Bułgarii: 2016/17, 2017/18

KAA Gent
- finalista Pucharu Belgii: 2018/19